# Journal Square-33rd Street (via Hoboken)
De Journal Square - 33rd Street via Hoboken is een treindienst die wordt uitgevoerd door PATH. Hij staat geel en blauw aangegeven op kaarten en treinen. De treindienst wordt uitgevoerd van Journal Square in Jersey City naar 33rd Street in Midtown Manhattan. Deze dienst wordt op maandag tot en met vrijdag uitgevoerd van 23:00 tot 06:00 en in het weekend de hele dag.

## Lijst van stations
| Station            | Wanneer                                                        | Overstapmogelijkheden                         | Toegankelijk |
| ------------------ | -------------------------------------------------------------- | --------------------------------------------- | ------------ |
| New Jersey         |                                                                |                                               |              |
| Journal Square     | ma-vr 23:00-6:00, hele dag in het weekend en tijdens vakanties | NWK–WTC                                       |              |
| Grove Street       | ma-vr 23:00-6:00, hele dag in het weekend en tijdens vakanties | NWK-WTC                                       |              |
| Pavonia/Newport    | ma-vr 23:00-6:00, hele dag in het weekend en tijdens vakanties | Hudson-Bergen Lightrail,                      |              |
| Hoboken            | ma-vr 23:00-6:00, hele dag in het weekend en tijdens vakanties | Hudson Bergen Lightrail, Metro-North Railroad |              |
| Manhattan          |                                                                |                                               |              |
| Christopher Street | ma-vr 23:00-6:00, hele dag in het weekend en tijdens vakanties | HOB-33, metro's 1 en 2                        |              |
| 9th Street         | ma-vr 23:00-6:00, hele dag in het weekend en tijdens vakanties | HOB-33, metro's A, B, C, D, E, F en M         |              |
| 14th Street        | ma-vr 23:00-6:00, hele dag in het weekend en tijdens vakanties | HOB-33, metro's 1, 2, F, L en M               |              |
| 23rd Street        | ma-vr 23:00-6:00, hele dag in het weekend en tijdens vakanties | HOB-33, metro's F en M                        |              |
| 33rd Street        | ma-vr 23:00-6:00, hele dag in het weekend en tijdens vakanties | HOB-33, metro's B, D, F, M, N, Q, R enW       |              |

## Dienstuitvoering
| Traject                      | Treinopvolging    | Treinopvolging            | Treinopvolging  |
| Traject                      | Overdag (za & zo) | Avonden (za & zo)         | Nachten (ma-vr) |
| ---------------------------- | ----------------- | ------------------------- | --------------- |
| Journal Square ↔ 33rd Street | 10-15 minuten     | 10-15 minuten, 30 minuten | 30 minuten      |